# 盘珠算法

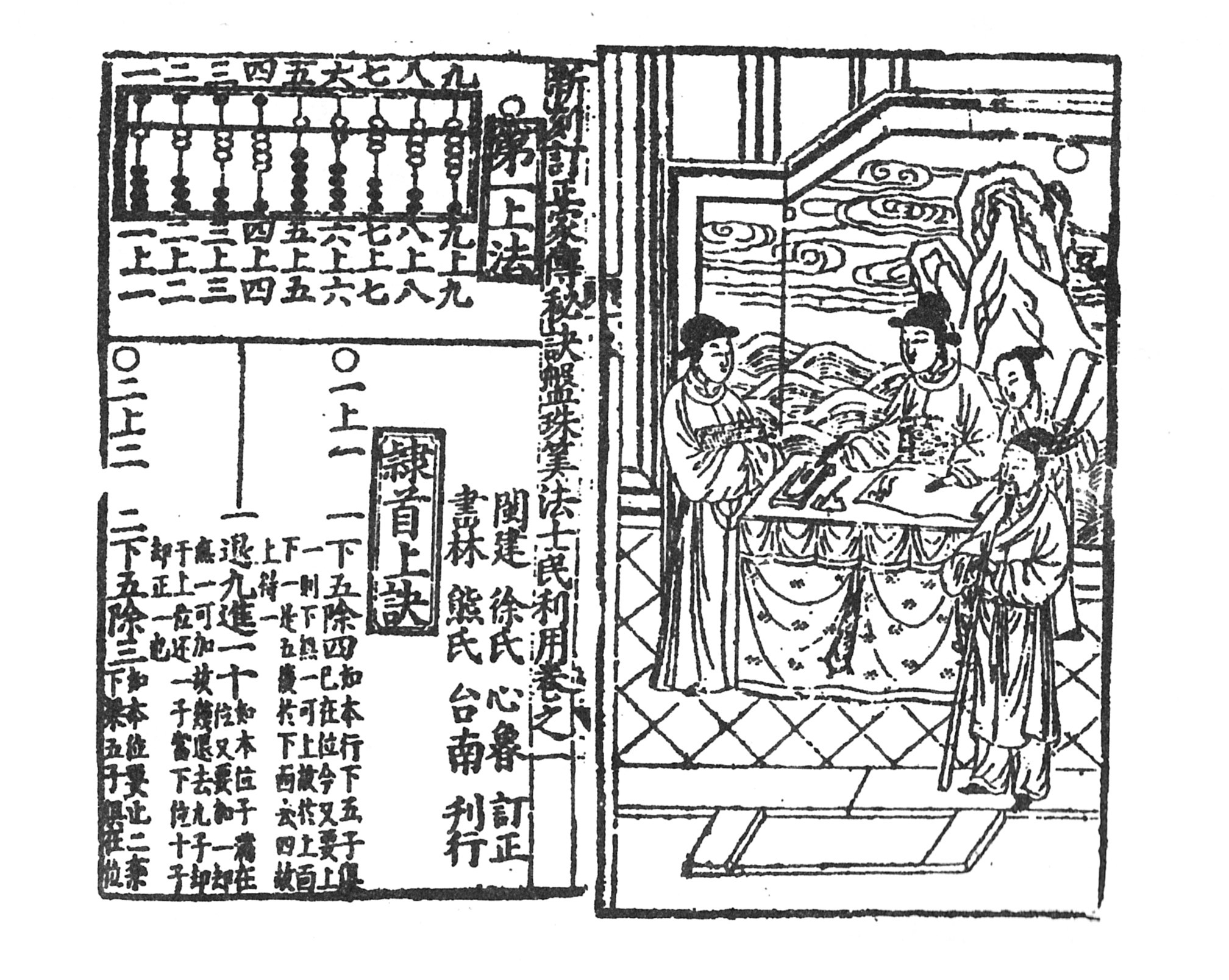
徐心鲁《盘珠算法》

《盘珠算法》，又名《新刊订正家传秘诀盘珠算士民利用》，是明代数学家徐心鲁在万历元年（1573年）刊行于福建的珠算普及著作。《盘珠算法》二卷，附有有大量插图，图中所示的明式算盘是上一珠，下五珠，可见“日式算盘”在明朝万历初年已经在福建流行了。

## 内容
《盘珠算法》卷一讲珠算加、减、乘、除的运算及口诀和习题，先从最基本的“第一上法”开始，“一上一，二上二，三上三……九上九”，即在算盘上设置123456789数字。
一上一的口诀“一下五除四；一退九进一十”是讲+1的口诀。
卷二讲述浅显的应用题。
在《盘珠算法》的最后一页记载有现在所称的苏州码子，在书中称作“马子暗数”。